# Jeremy Stenberg
Jeremy „Twitch” Stenberg (ur. 27 września 1981 w San Diego, Kalifornia) – amerykański zawodnik freestyle motocross. Stenberg jest czterokrotnym medalistą X Games, zdobył brązowy medal na X Games VIII w Filadelfii, Winter X Games X w Aspen oraz złoty medal X Games 17 w kategorii Best Whip. W 2008 roku wygrał Red Bull X-Fighters w Rio de Janeiro.
W wieku 5 lat zdiagnozowano u niego zespół Tourette’a. Jest żonaty, ma jedno dziecko.